# Erg (Einheit)
Das Erg (Einheitenzeichen: erg; von altgriechisch ἔργον ergon „Arbeit, Werk“, vergleiche auch Arbeit als physikalische Größe) ist eine Maßeinheit des CGS-Einheitensystems für die Energie.
In der EU und der Schweiz ist das Erg keine gesetzliche Einheit – in der Bundesrepublik Deutschland seit 1978 nicht mehr. Es wird aber oft noch in der Astrophysik verwendet.

## Definition
Entsprechend der Beziehung 
Energie = Kraft · Weg = Masse · Beschleunigung · Weg
hat das Erg mit den CGS-Basiseinheiten cm, g und s die Definition:
1 erg = 1 dyn·cm = 1 g·cm2/s2.
Mit dem Joule, der Energieeinheit im MKS-basierten Internationalen Einheitensystem (SI), hängt das Erg über einen Zehnerpotenzfaktor zusammen:
1 erg = 10−7 J = 0,1 μJ
bzw.
1 J = 107 erg.